# Catedral de Bazas
La catedral [de] San Juan Bautista de Bazas (en francés: cathédrale Saint-Jean-Baptiste de Bazas) es una antigua catedral católica de Francia construida entre los siglos XIII y XIV en estilo gótico.  Se encuentra ubicado en la ciudad de Bazas, en el departamento de Gironda, en la región de Aquitania.
Se trata de un edificio clasificado como monumento histórico por la lista de 1840 y clasificado en la lista del Patrimonio de la Humanidad de la Unesco desde 1998 en el ámbito de los Caminos de Santiago de Compostela en Francia.

## Presentación
La catedral de Bazas fue la sede de la diócesis de Bazas hasta la Revolución Francesa. Después del Concordato de 1801 la diócesis no fue restaurada sino dividida entre la archidiócesis de Burdeos, la diócesis de Agen y la diócesis de Aire.
La catedral data casi toda de los siglos XIII y XIV y se basa en el modelo de las grandes catedrales góticas del norte de Francia. El interior consta de una nave larga y sin transepto y fue reconstruida entre 1583 y 1635 después de que los hugonotes la hubiesen dañado seriamente en 1561.

## Galería de imágenes

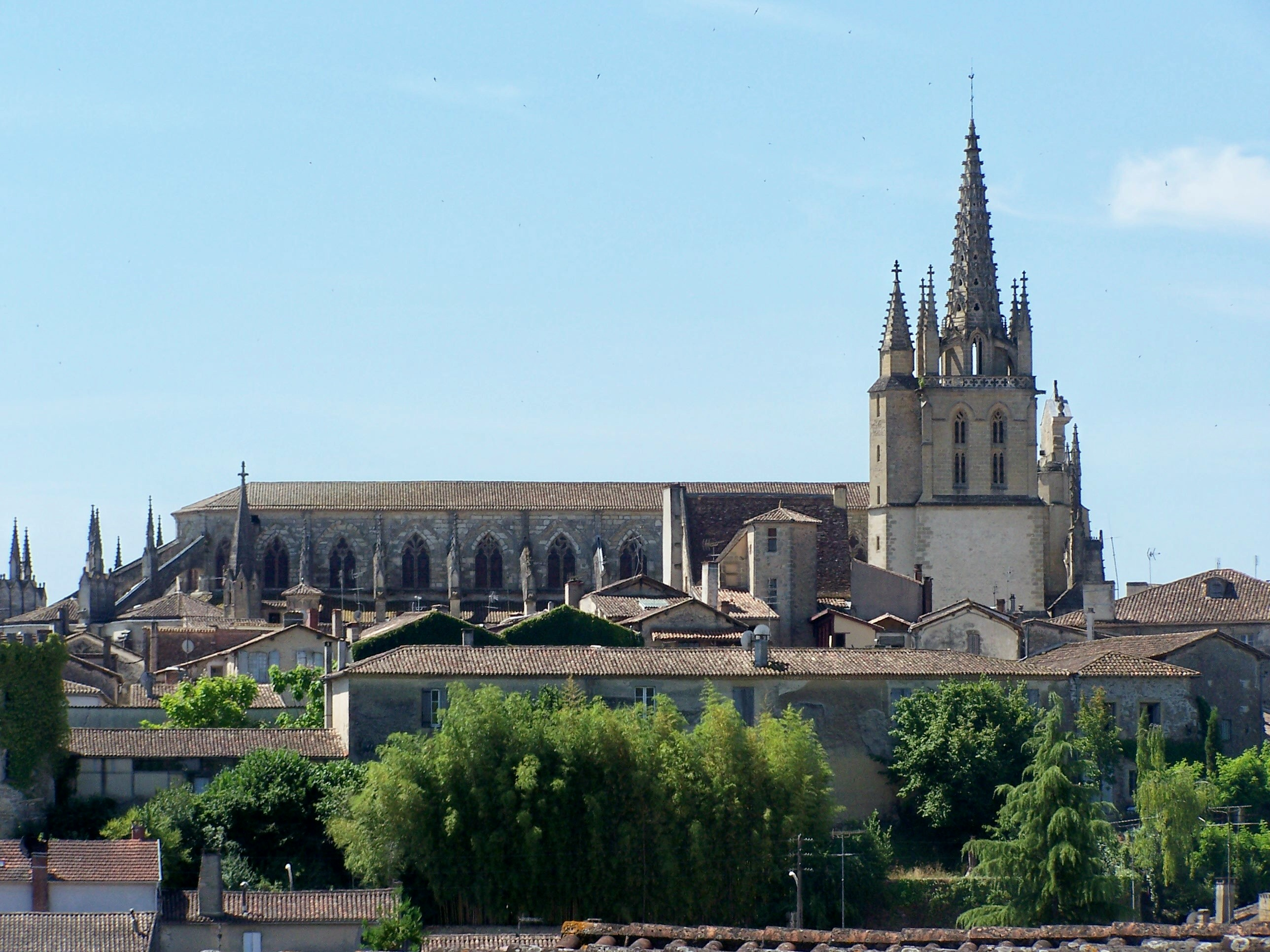
La catedral vista desde el norte
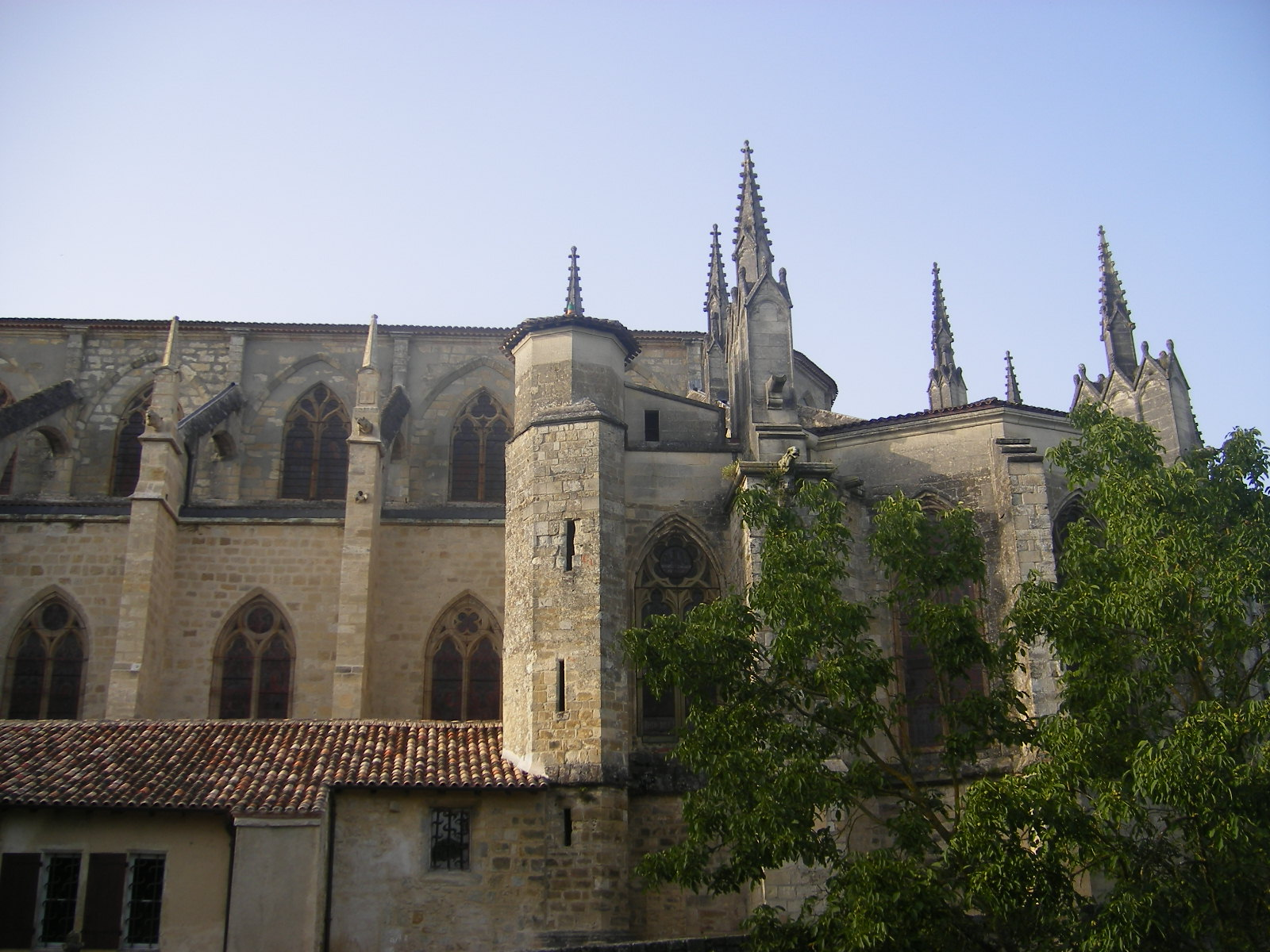
Cabecera, vista lateral
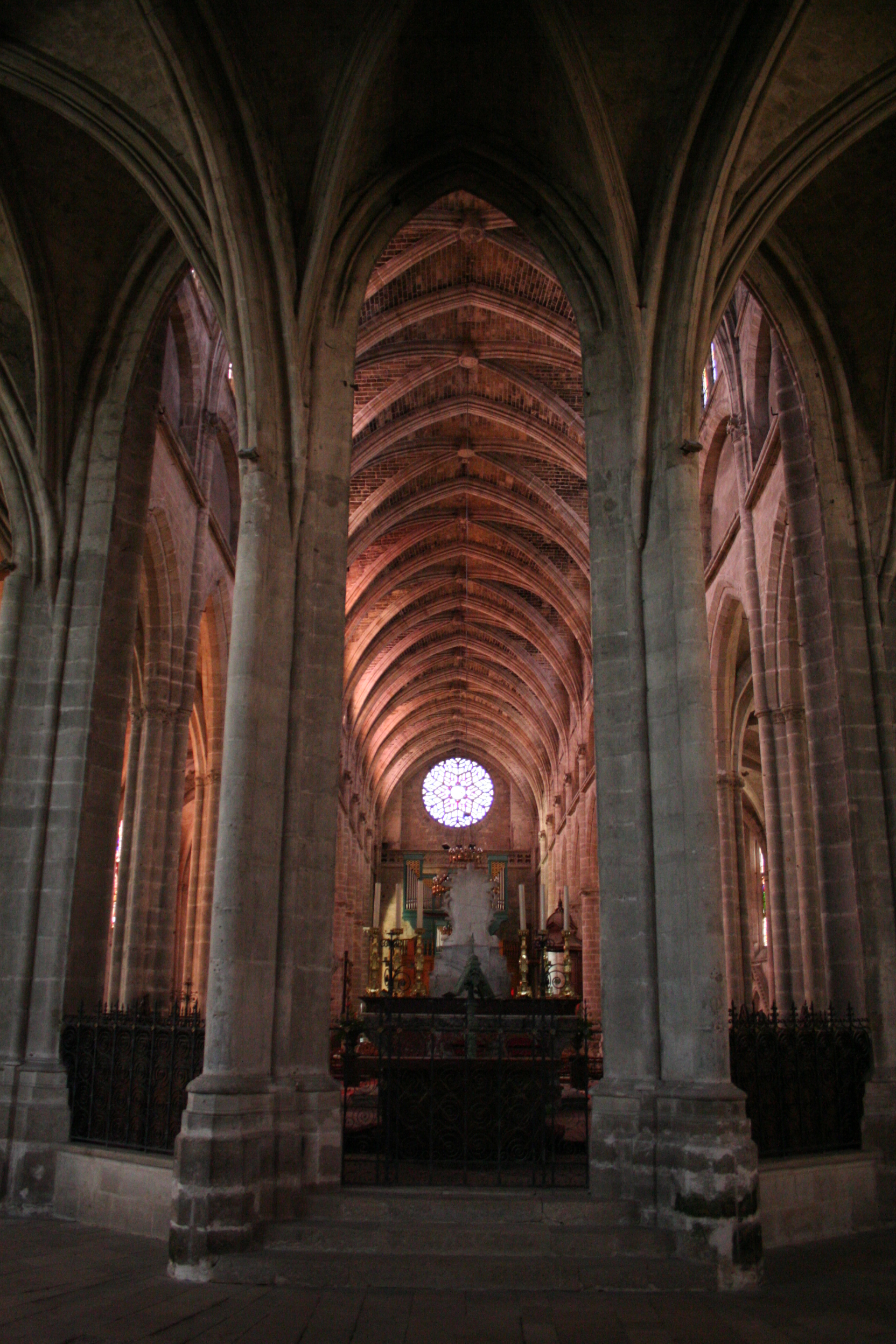
Nave interior
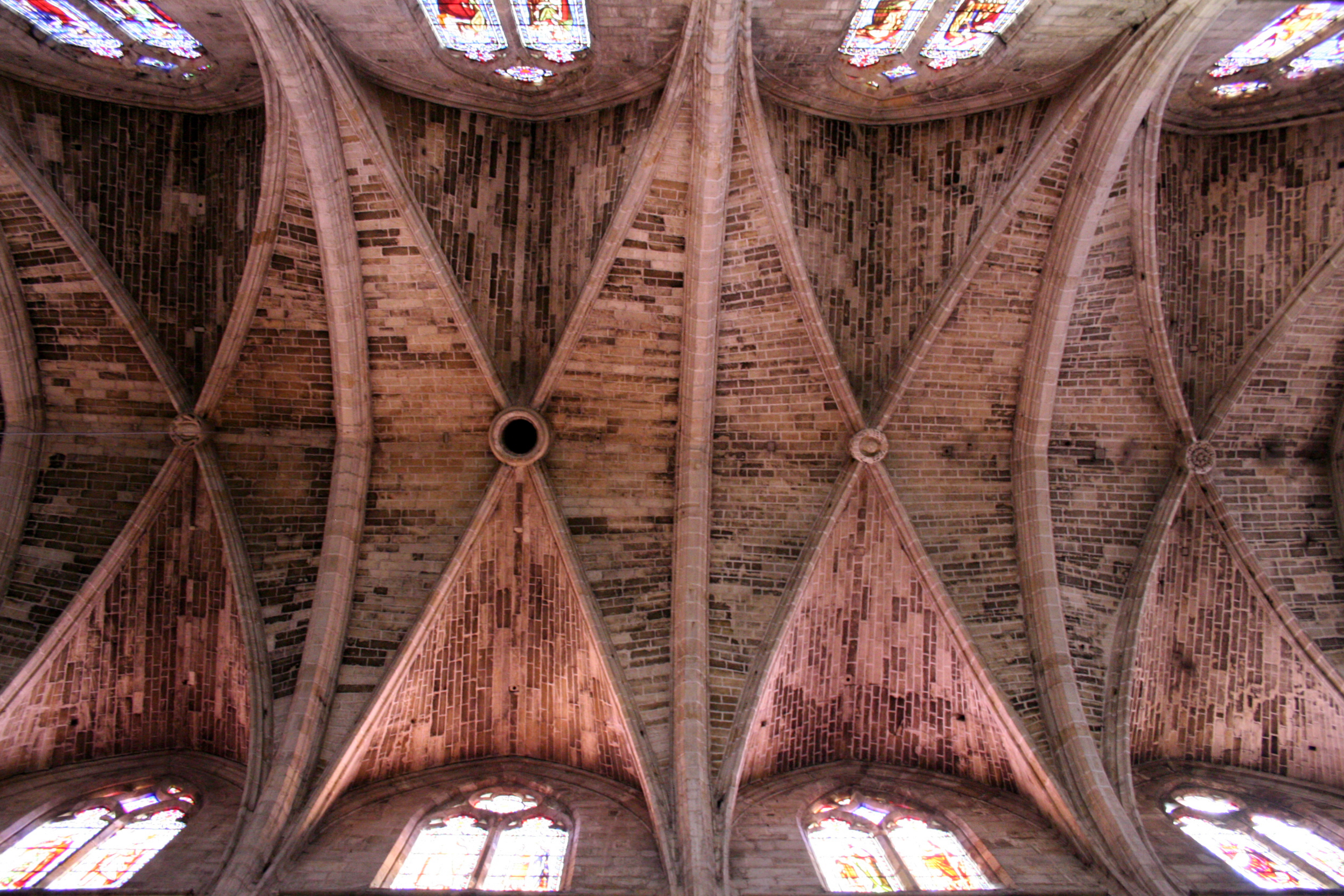
Detalle de la bóveda
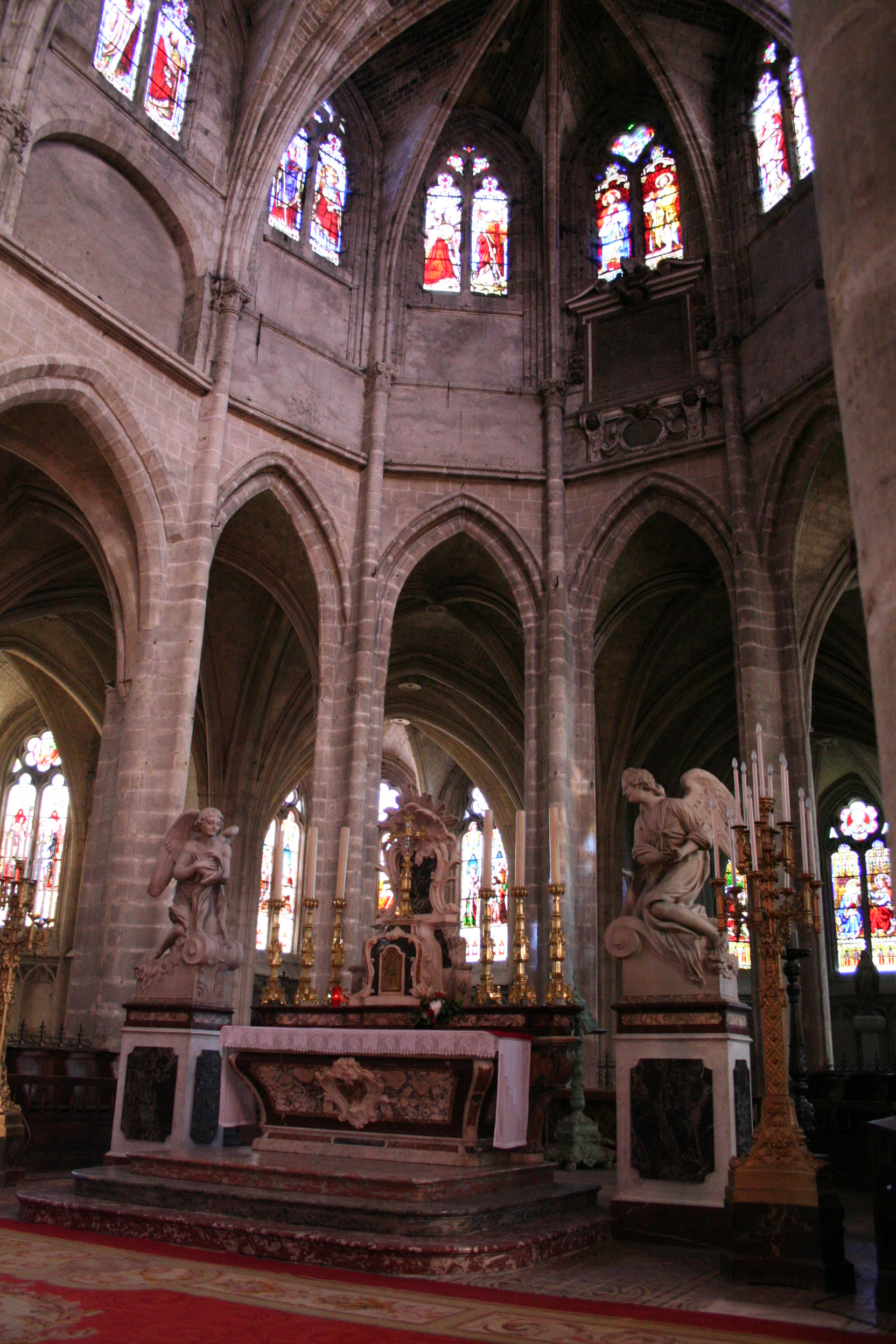
Detalle del altar

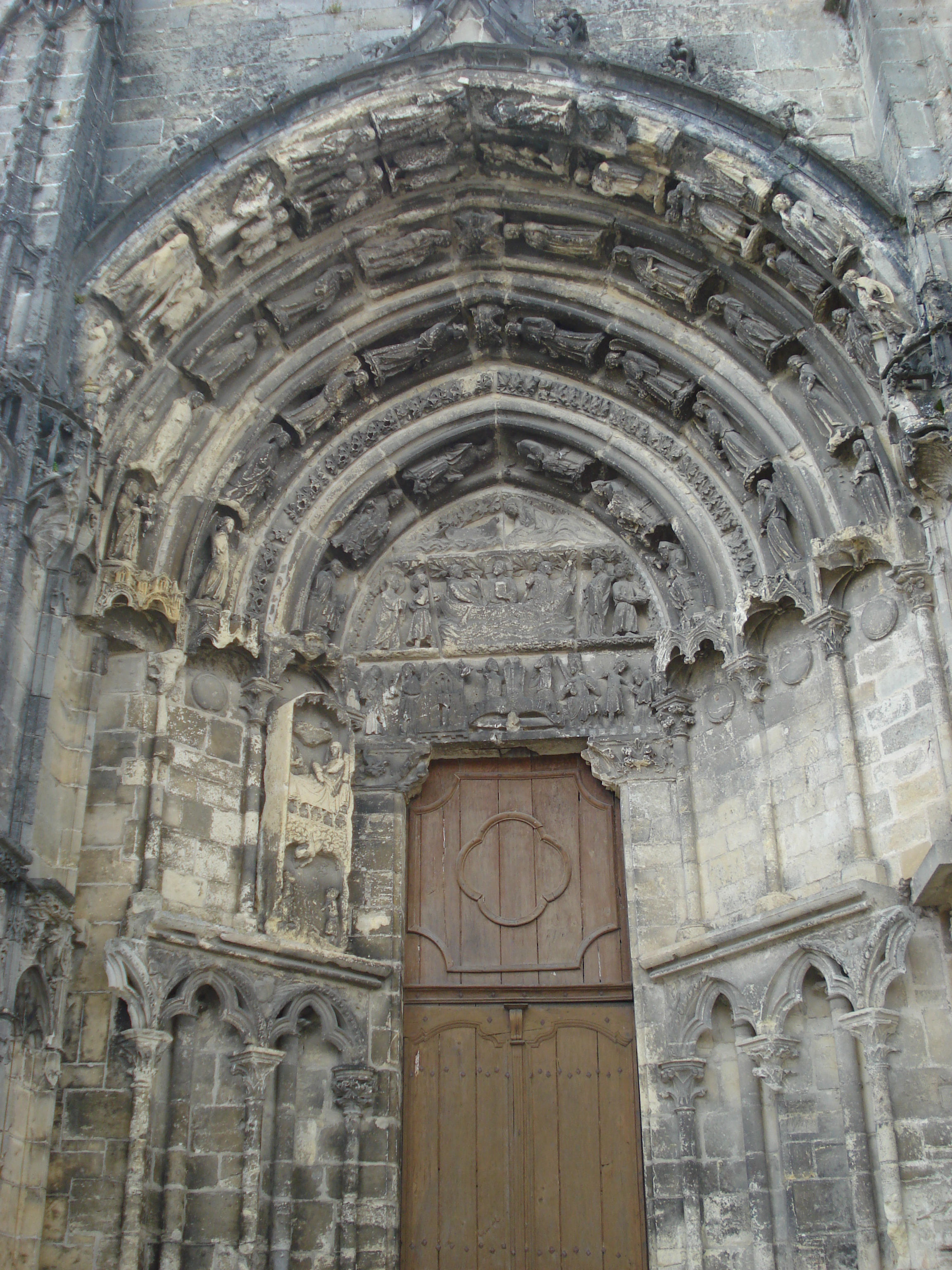
Portada izquierda
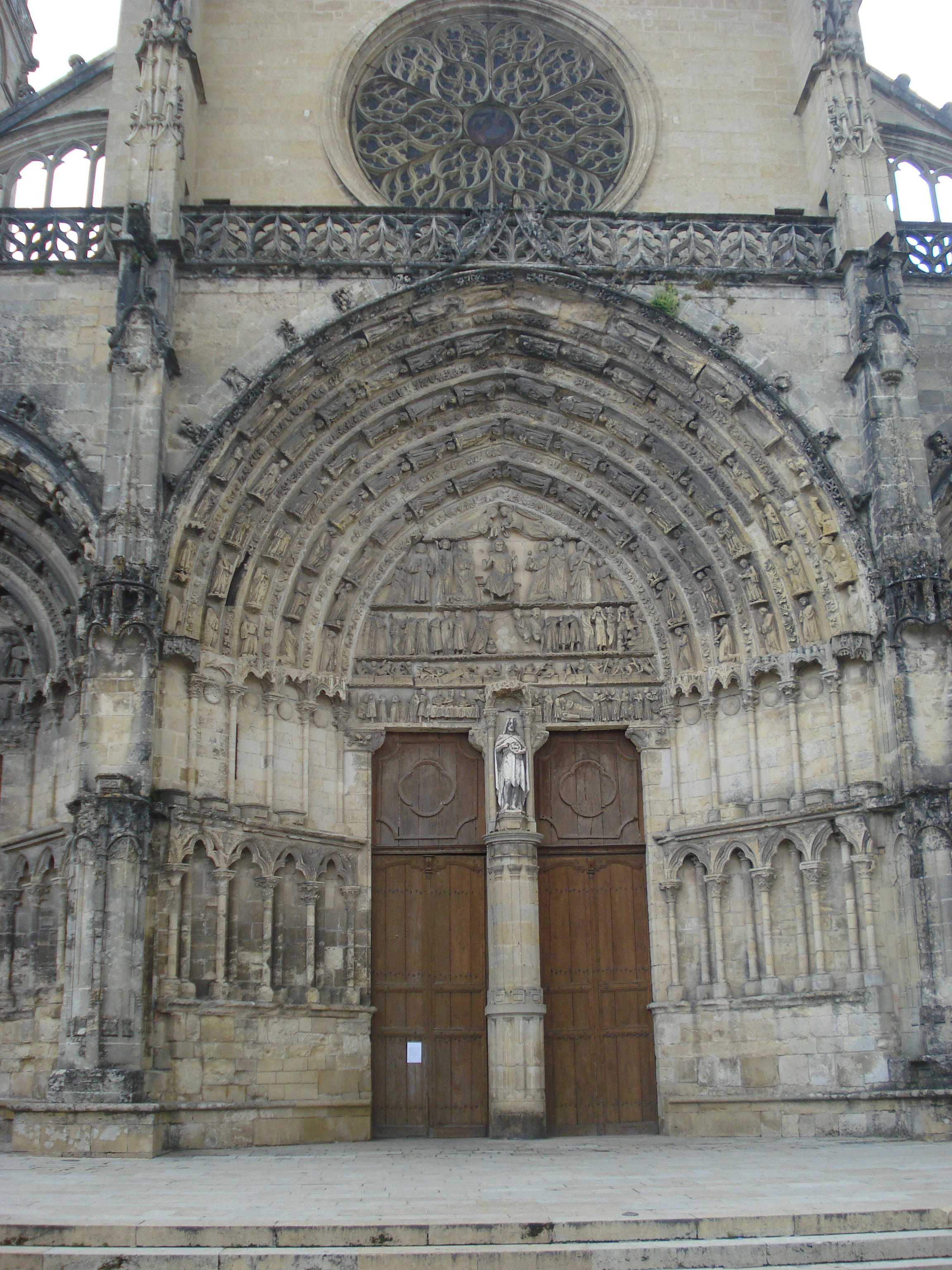
Portada central
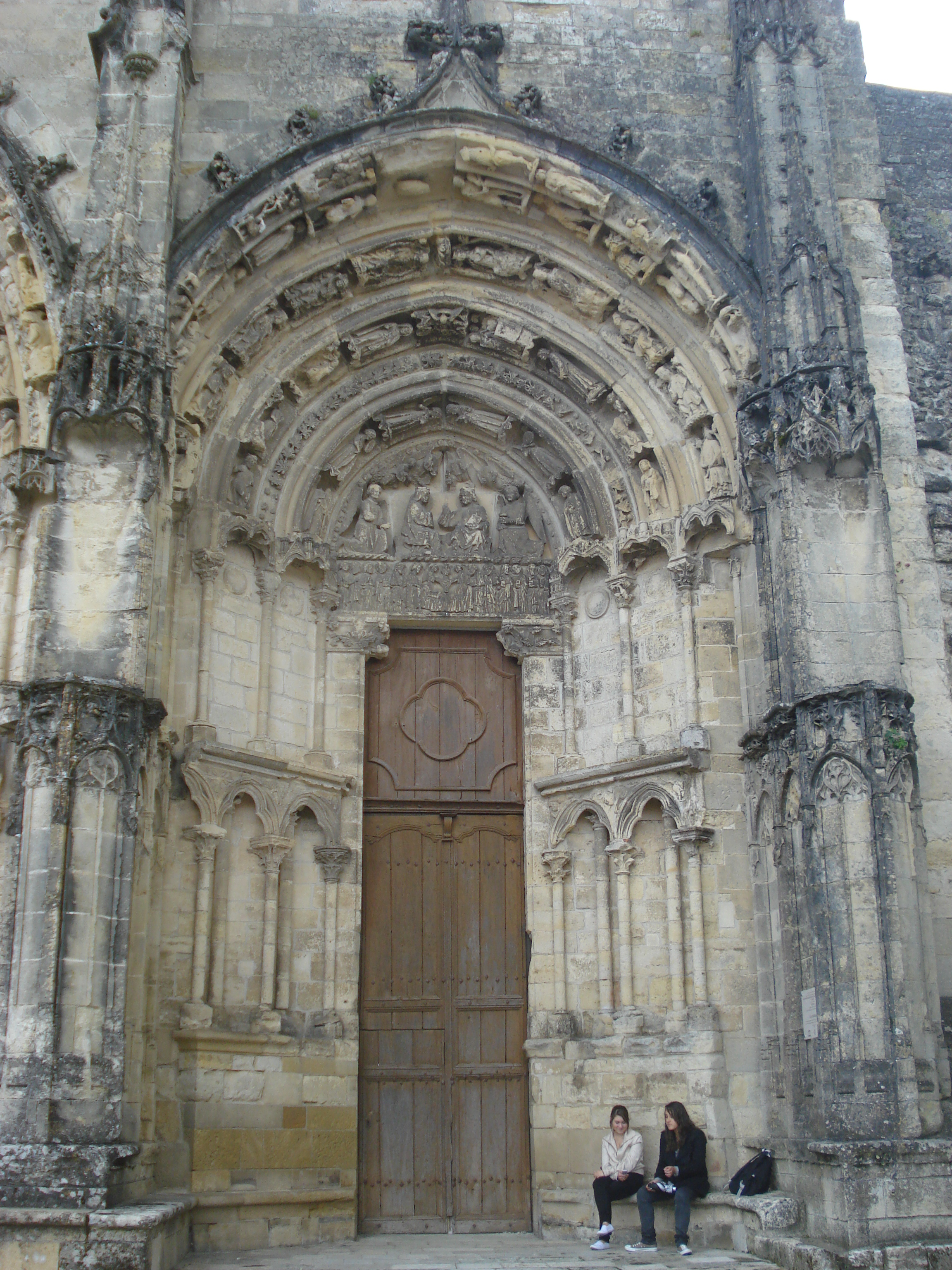
Portada derecha
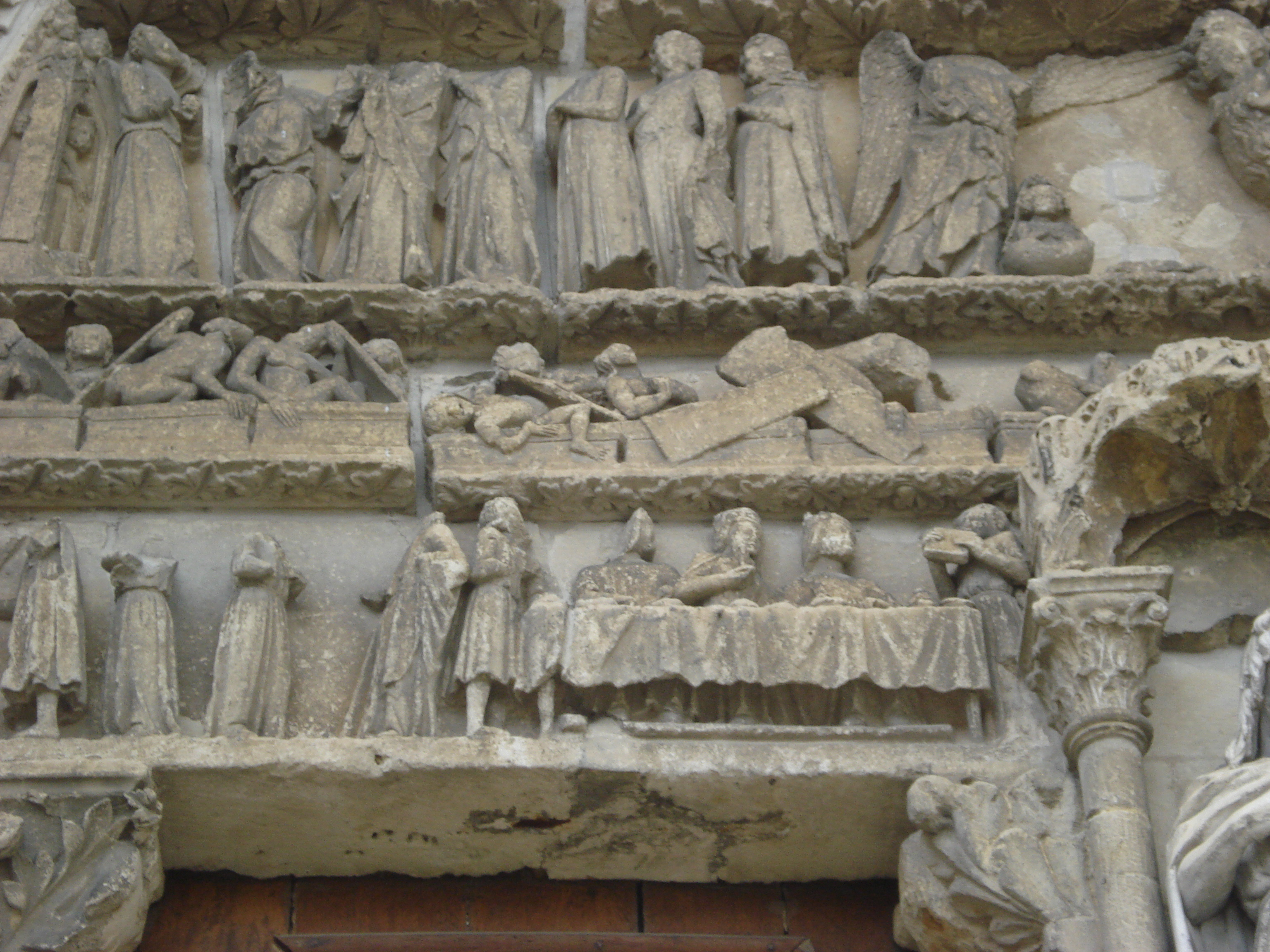
Tímpano central, mitad  izquierda
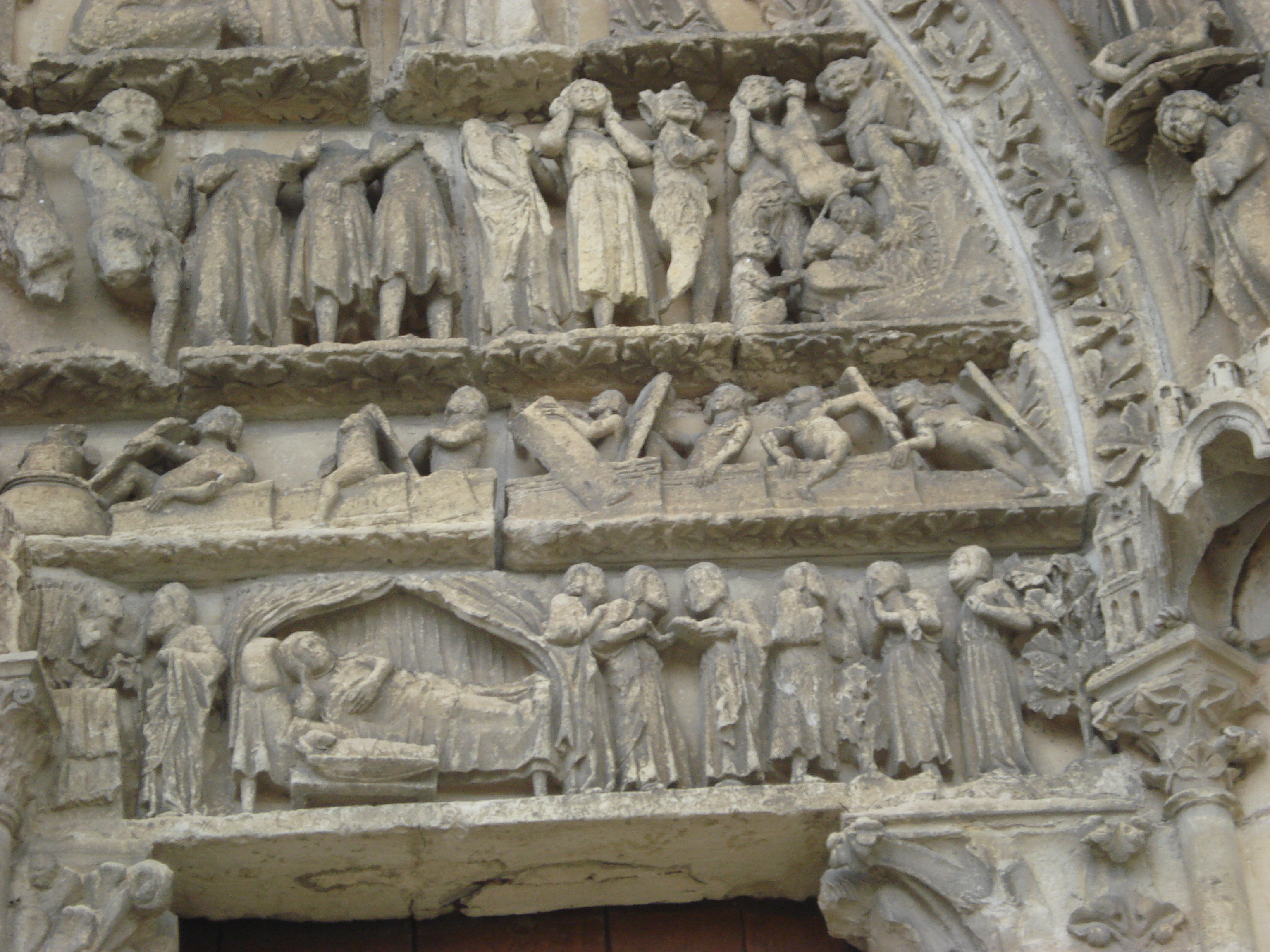
Tímpano central, mitad derecha
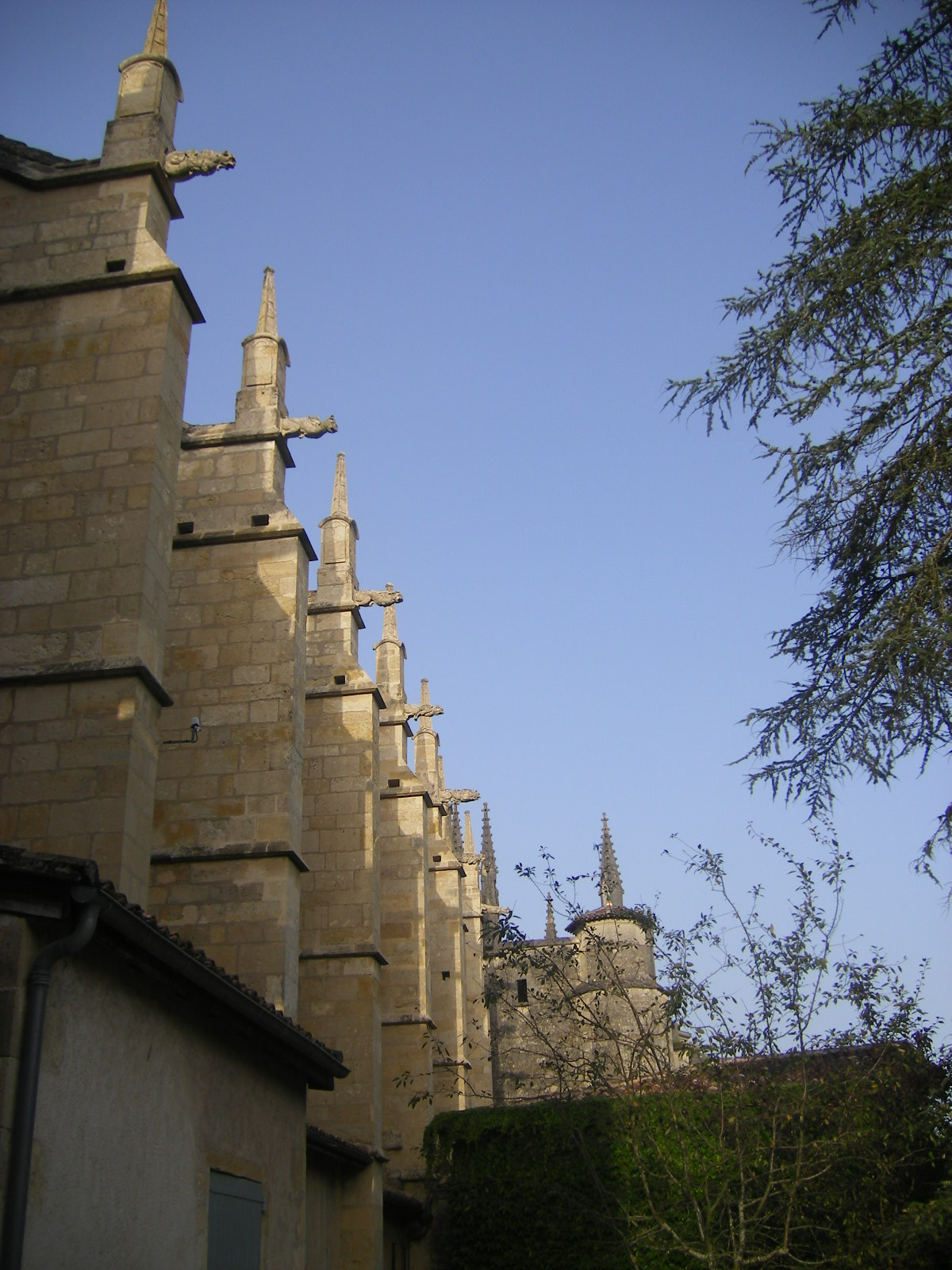
Gárgolas

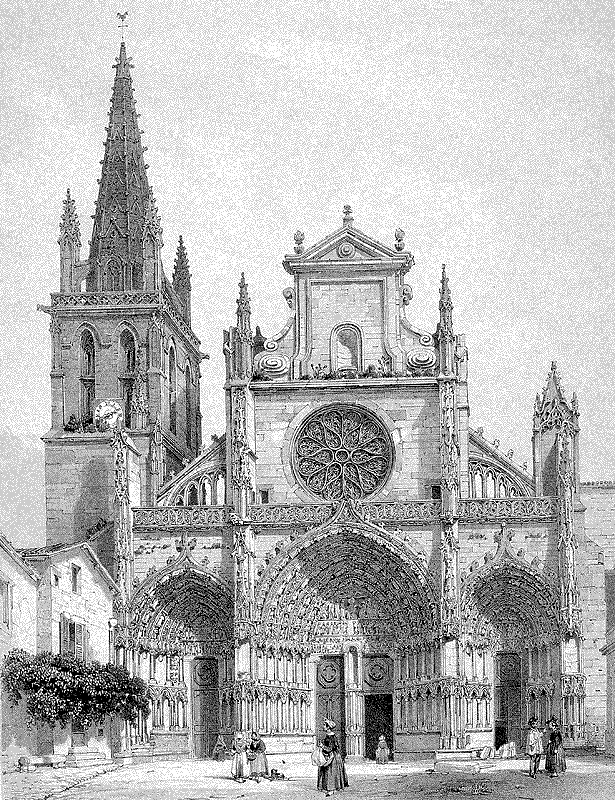
Grabado de Léo Drouyn (1844)
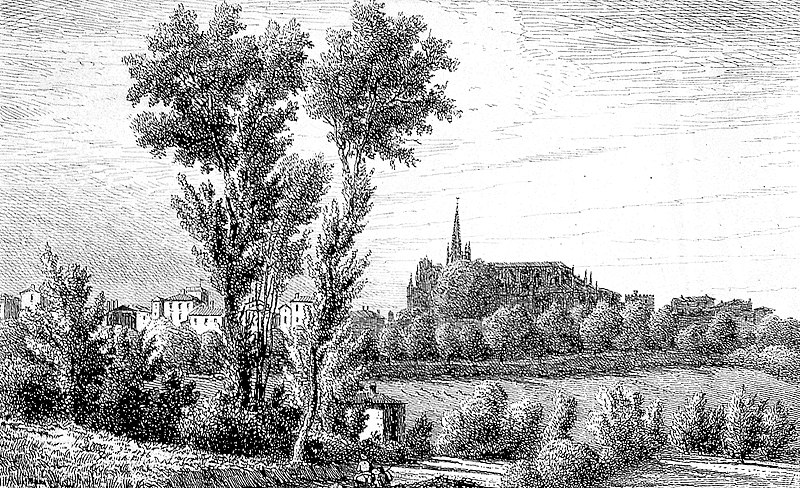
Grabado de Léo Drouyn (1846)